# Daunien
Daunium (på italienska Daunia) är en historisk region i södra delen av den apenninska halvön, det område som utgör "sporren" på den italienska stöveln. Området motsvarar dagens administrativa provins Foggia i regionen Apulien. Området Daunium befolkades av, och har fått sitt namn från, det iapygiska folket daunier. Området kallas också Capitanata.

## Geografisk avgränsning
Regionen Daunien var förmodligen något större än dagens Foggia då den sträckte sig fram till regionen Molise.
Daunien beskrivs ofta i de antika källorna tillsammans med Peuketien och Messapien. Tillsammans utgjorde de det forna Iapygien, som så småningom förvanskades till Apulien, det vill säga namnet på dagens administrativa region. Daunien hade i och med sitt läge vid  Adriatiska havet mycket goda kontakter österut, det vill säga med Grekland och Magna Graecia, och området var helleniserat. Detta förstärktes förmodligen av Alexander I av Epirus och sedan han besegrats förlorade regionen en del av sin iapygiska prägling. Regionen kom att påverkas av romarna från och med 327 f.Kr. Den smältdegel som uppstod ledde till en egenartad kultur.
De huvudsakliga dauniska städerna var Tiati, Uria, Casone, Lucera, Merinum, Sipontum, Coppa Nevigata, Cupola, Salapia, Arpi, Aecae, Vibinum, Castelluccio dei Sauri, Herdonia, Ausculum, Ripalta, Canosa di Puglia, Melfi, Forentum samt Venosa.

## Historia
De historiska källorna beskriver iapygerna (som daunierna var en del av) som en blandning mellan kretaner och illyrer. Iapygerna drev enligt de historiska källorna ausonerna, som då bodde i området, på flykten. Idag visar forskning att tre olika illyriska folkstammar (daunier, peuceter och messapier) vid slutet av andra millenniet f.Kr. bosatte sig vid syditaliens östra kust, från sporren på italienska stöveln och nedåt. De första daunierna bosatte sig vid Gargano, varifrån de spridit sig.
Enligt legenden skulle en del daunier haft en kung vid namn Daunos, som erövrade området mellan floderna Biferno (Molise) i norr och Olfanto i söder. Med hjälp av kretensare skulle han ha försökt erövra ytterligare områden i söder samt grundat många viktiga städer, bland dessa San Severo.
Under medeltiden tycks inte området ha varit stadigvarande bebott. Mellan den longobardiska perioden och den bysantinska perioden kom benediktermunkar från Monte Cassino, bland dessa det blivande helgonet Severinus av Noricum. Vid Via Sacra Longobardorum byggdes runt år 1000 ett kapell som sedan växte till staden Castellum Sancti Severini

## Capitanata

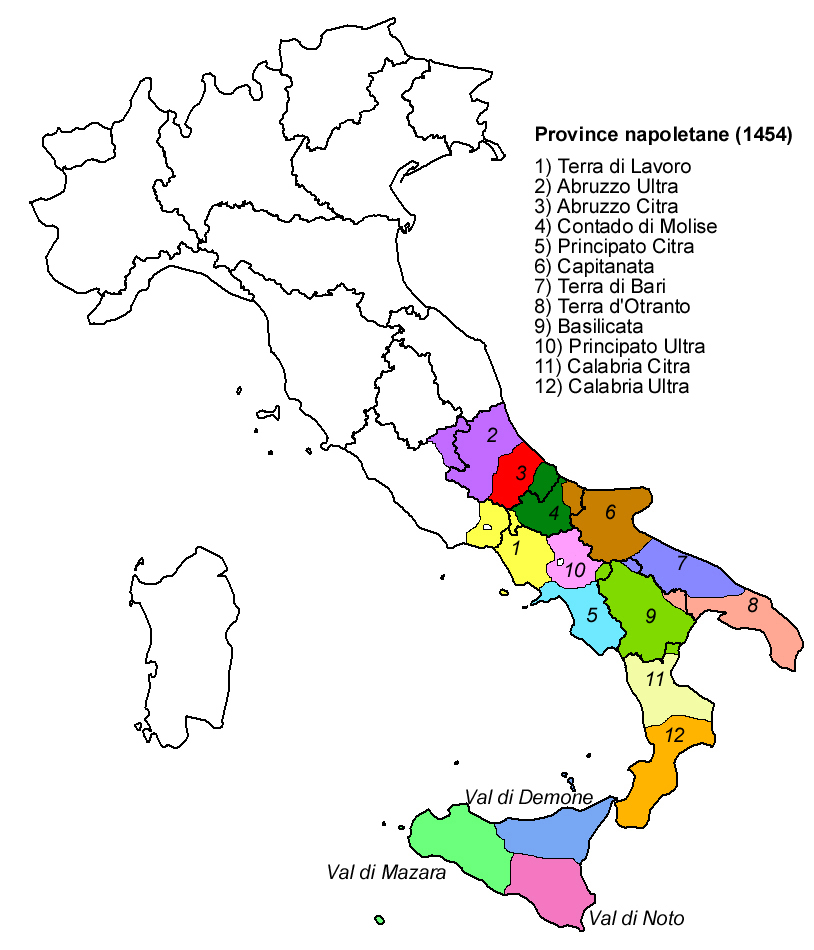
Karta över provinser, s.k. giustizierato i Kungariket Bägge Sicilierna, med Capitanata som giustizierato nummer 6.

Beteckningen Capitanata går tillbaka på catapano, en administrativ funktion under Bysantinska riket, och torde alltså vara av yngre datum än Daunien som beteckning på regionen. Som bilden visar var Capitanata en så kallad giustizierato i Kungariket Bägge Sicilierna. Capitanata gränsade i norr mot Contado di Molise, i väst mot Principato Ultra och i syd mot terra di Bari. År 1806 delades Capitanata i tre distrikt: San Severo i norr, Foggia i mitten och Bovino i söder.